# عاقل حبیبیان
عاقل حبیبیان (زاده ۲۵ فروردین ۱۳۶۵ در نقده) قایقران روئینگ، تیم ملی قایقرانی مردان ایران بود.
حبیبیان در مسابقات قهرمانی روئینگ آسیا ۲۰۱۳ و مسابقات قهرمانی روئینگ آسیا ۲۰۱۵، ۲ مدال طلا به‌دست‌آورد.
همچنین وی در مسابقات قهرمانی روئینگ آسیا ۲۰۱۹، یک مدال برنز به‌دست آورد.
وی پس از رقابت‌های فوق، پس از ۱۴ سال پوشیدن پیراهن تیم ملی، خداحافظی کرد.حبیبیان که اخیراً ازدواج کرده، دوری از خانواده را به عنوان یکی از دلایل خداحافظی خود مطرح کرد. دیگر دلیل خداحافظی وی این است که او در قایق سبک‌وزن هم تیمی ندارد و شانس کمی برای کسب سهمیه المپیک ۲۰۲۰ «دونفره سبک‌وزن» دارد.

## رقابت‌های بین‌الملی
| سال           | مسابقه                      | محل برگزاری   | مقام          | رویداد        | توضیحات       |
| نماینده ایران | نماینده ایران               | نماینده ایران | نماینده ایران | نماینده ایران | نماینده ایران |
| ------------- | --------------------------- | ------------- | ------------- | ------------- | ------------- |
| ۲۰۱۳          | مسابقات قهرمانی روئینگ آسیا | لوآن          | اول           | تک‌نفره سبک‌وزن |               |
| ۲۰۱۵          | مسابقات قهرمانی روئینگ آسیا | پکن           | اول           | تک‌نفره سبک‌وزن |               |
| ۲۰۱۹          | مسابقات قهرمانی روئینگ آسیا | چونگجو        | سوم           | تک‌نفره سبک‌وزن | [ ۶ ]         |